# Hajime Fujii
Hajime Fujii (em japonês: 藤井一; Fujii Hajime, 30 de agosto de 1915 – 28 de maio de 1945) foi um primeiro-tenente, postumamente promovido a major do Serviço Aéreo do Exército Imperial Japonês, líder da 45ª Unidade Shinbu, que morreu durante um ataque kamikaze realizado na Baía de Nakagusuku, em maio de 1945, durante a Batalha de Okinawa, na Segunda Guerra Mundial.

## Vida pessoal
Hajime Fujii nasceu em 30 de agosto de 1915 em Joso, prefeitura de Ibaraki.
Ainda jovem, decidiu buscar carreira no exército, onde participou da Segunda Guerra Sino-Japonesa. Após ferir sua mão em um combate, ele acabou conhecendo Fukuko, sua futura esposa, no hospital de campanha em que ela trabalhava como enfermeira.
Para grande felicidade de Hajime e Fukuko, seu casamento gerou duas filhas, Kazuko e Chieko. Devido a seus ferimentos, Hajime Fujii não voltou a atuar na frente de batalha, sendo, ao invés disso, transferido para a Academia Aérea do Exército, de onde se formou em 1943. Como sua mão não lhe permitia voar sozinho, ele treinava jovens pilotos, ajudando-os na construção do caráter e da força mental necessárias para pilotar, se tornando líder de regimento na Escola de Vôo do Exército de Kumagaya, em Saitama.

### Pedidos para se tornar kamikaze
O lema favorito de Hajime Fujii era "palavras e ações devem ser consistentes" e, após meses dizendo a seus alunos para se matarem colidindo suas aeronaves contra o inimigo, ele começou a desejar fazer o mesmo, se juntando aos kamikazes, para acompanhar seus alunos e garantir que eles não fossem sozinhos ao encontro de suas mortes. Ele conversou com seus superiores mas, infelizmente para ele, acabou vitimado pelo próprio sucesso: sendo alguém popular entre seus alunos e sua equipe, e tendo anteriormente provado seu próprio valor na China, o Exército recusou seu pedido, citando também o fato de que ele era um homem de família, enquanto a maioria dos que eram enviados em missões kamikaze eram solteiros.
Fukuko também pediu ao marido que ficasse de fora da guerra, justamente porque ele tinha duas filhas pequenas, e ela não sabia o que aconteceria caso Fujii viesse a morrer.
Mas conforme mais e mais de seus alunos eram enviados em missões suicidas e não retornavam, Hajime Fujii se sentia atormentado, e não deixava de pensar que estava traindo aqueles que lhe eram confiados, pois os doutrinava ideologicamente e invocava lealdade e patriotismo de sua parte, apenas para ficar para trás enquanto eles morriam. Ele se sentia um hipócrita, e por isso pediu uma segunda vez que pudesse acompanhar seus alunos na morte. Sua decisão de acompanhar o destino de seus pilotos não tinha nenhuma relação com nacionalismo fanático, ou desilusão, mas era, sim, uma decisão bem pensada, que ele considerava a forma mais consistente de responsabilidade sobre os homens.
Conforme a determinação do marido de se juntar às Operações Tokko-tai crescia, e a razão pela qual a rejeição de seus pedidos se tornava aparente, Fukuko, que inicialmente se opunha ao desejo de Fujii, percebeu que ele sofreria para sempre com a sensação de trair seus alunos e de perder sua honra, assim caindo em desgraça — e soube que ela e suas filhas eram a causa desta desonra e desgraça já que, como um homem casado e pai de duas filhas, Hajime Fujii era inelegível para as missões kamikaze.

### Suicídio

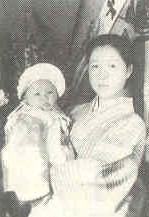
Fukuko, esposa do tenente Hajime Fujii, segurando sua filha Kazuko no colo.

Na manhã de 14 de dezembro de 1944, enquanto o marido estava em Kumagaya, Fukuko vestiu seu melhor quimono, e fez o mesmo com sua filha Kazuko, de três anos, e Chieko, de um ano de idade. Ela então escreveu uma carta ao marido, embrulhou Chieko em um pano, prendeu o bebê em suas costas, pegou Kazuko pela mão e, juntas, caminharam até o Rio Arakawa, que ficava nas imediações da Escola de Voo do Exército de Kumagaya, na prefeitura de Saitama, em que Fujii dava aulas. Com uma corda, ela amarrou o pulso de Kazuko ao seu, e em seguida pulou na água gelada.
Ao voltar para sua casa, Fujii encontrou a carta de sua esposa sobre a mesa. A carta dizia, "Eu sei que, por nossa causa, você não pode exercer o seu máximo pelo país. Assim, permita-nos deixar o mundo antes que você se junte a nós. Por favor, lute sem que nada pese em sua mente".
Na manhã seguinte, Fujii foi informado pela polícia de Kumagaya de que os corpos de suas duas filhas e de sua esposa haviam sido retirados do Rio Arakawa. Ele e os homens que faziam parte de seu grupo foram até o local, próximo da Ponte Arakawa, onde encontraram Fumiko e suas filhas. De acordo com o primeiro-sargento Naganuma, que estava com ele, Hajime chorou muito enquanto retirava areia dos pés de sua esposa.

Naquela mesma noite, Hajime Fujii escreveu uma carta para suas filhas e esposa:
Era um dia tempestuoso e frio em dezembro.
Vocês perderam suas vidas no Rio Arakawa. Vocês morreram com sua mãe antes que eu morresse para satisfazer minha determinação de dar minha vida pelo país. Lamento a morte de minhas filhinhas. Eu tenho tanto carinho por vocês, que morreram como se estivessem sorrindo.
Eu me encontrarei com vocês em breve. Quando nos encontrarmos, vou abraçá-las e aninhá-las em meu peito para dormirmos juntos.
Por favor, não chorem enquanto esperam que eu vá lhes encontrar.
Querida Kazuko-chan, por favor, cuide da Chieko-chan quando ela chorar.
Então, adeus por um tempo.
Estou certo de que servirei com grande distinção na frente de batalha, e depois irei até vocês.
Bem, Kazuko-chan e Chieko-chan, por favor, esperem por mim até lá.
Uma proibição imposta pelo Ministério do Interior do Japão quanto a relatar o suicídio da esposa e das filhas de Fujii permaneceu vigente durante todo o período da guerra. De acordo com esta determinação, nenhuma história a respeito do desejo do tenente Fujii de se juntar às Forças Especiais de Ataque, ou sobre o suicídio de sua esposa junto com suas duas filhas deveria se tornar pública.

### 45ª Unidade Shinbu
Após o suicídio de sua esposa e filhas, o terceiro pedido feito por Hajime Fujii para integrar os ataques kamikaze — que diz-se ter sido escrito com seu próprio sangue —, foi finalmente aceito, e no início de fevereiro de 1945, quando a 45ª Unidade Shinbu foi formada, ele se juntou à ela.
Hajime Fujii foi nomeado comandante da 45ª Unidade Shinbu, que contava com doze homens. Seu esquadrão, que foi batizado de Kaishin (em japonês: 会心, em português: satisfação do coração em cumprir um dever) era composto por nove caças Kawasaki Ki-45 Tipo 2, com a aeronave líder de cada um de três grupos de aviões tripulada tanto por um piloto quanto por um operador de rádio que também era atirador.
Como ele próprio não era piloto, Hajime Fujii serviu como operador de rádio e artilheiro no avião líder do esquadrão.
Na Base Aérea de Taisho, em Osaka, suportes para bombas foram instalados nos caças do esquadrão. Depois, os doze homens treinaram juntos nas bases aéreas de Hokota, na prefeitura de Ibaraki), Kuroiso, na prefeitura de Tochigi, Matsudo, na prefeitura de Chiba, e Ozuki, na prefeitura de Yamaguchi.
Em 28 de abril de 1945, um dos operadores de rádio e artilheiros do esquadrão morreu após um acidente ocorrido durante o pouso, enquanto treinava na Base Aérea de Matsudo. Em 27 de maio de 1945, o esquadrão decolou da Base Aérea de Ozuki com destino a Base Aérea de Chiran, para a surtida que estava programada para Okinawa na manhã seguinte.

## A última missão

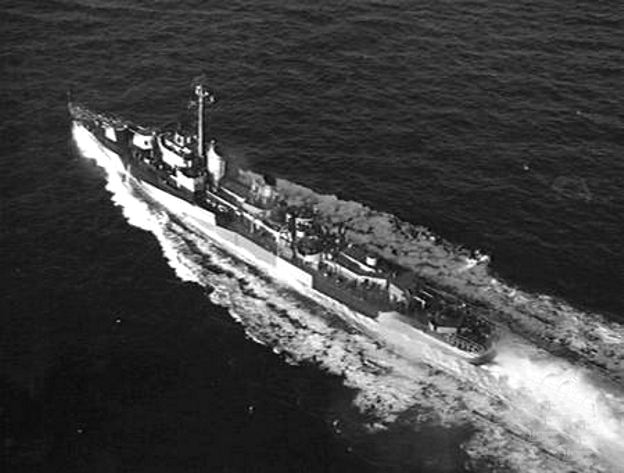
O USS Drexler (DD-741), em 1944. O navio foi afundado pelos kamikaze liderados por Hajime Fujii durante a Batalha de Okinawa

Em 28 de maio de 1945, os homens da 45ª Unidade Shinbu acordaram às três horas da manhã, após passarem a noite em um dos alojamentos triangulares da Base Aérea de Chiran. Uma caixa branca, contendo os restos mortais do cabo Tsuneo Saka, morto durante o treinamento do mês anterior, foi colocada no assento do operador de rádio e artilheiro, que ele teria ocupado nesta missão final do esquadrão.
Passados apenas cinco meses desde o dia em que se uniu à 45ª Unidade Shinbu, Hajime Fujii, liderando nove caças, decolou da Base Aérea de Chiran, em Quiuxu, às 04:55 da manhã de 28 de maio de 1945.

### O ataque
Por volta das 06:55 da manhã, pelo menos cinco aeronaves Kawasaki Ki-61 atacaram as embarcações que faziam parte da estação de piquete de radar 15, uma ação que foi parte da Operação Kikusui 8. Os alvos principais eram os contratorpedeiros USS Drexler (DD-741) e USS Lowry (DD-770), que haviam chegado ao local pouco mais de duas horas antes.
As nove aeronaves Kawasaki Ki-45 da 45ª Unidade Shinbu que estavam sob o comando do primeiro-tenente Hajime Fujii, cada uma carregando duas bombas que pesavam 250 quilos, decolaram ao mesmo tempo que as aeronaves Kawasaki Ki-61, e participaram do ataque. Na aeronave que liderava o voo, Fujii exercia a função de operador de rádio e artilheiro. Enquanto estavam a caminho de Okinawa, o avião do cabo Takichi Miyanohara caiu no mar, e o jovem foi resgatado por habitantes de uma pequena ilha enquanto flutuava na água.
Três aeronaves japonesas foram derrubadas pelos americanos, mas outras duas atingiram os dois lados do USS Drexler em uma rápida sucessão – o primeiro piloto kamikaze a atingir o contratorpedeiro havia, na verdade, tentado colidir contra o USS Lowry, mas não havia conseguido.
O USS Drexler perdeu toda a energia a bordo, ao mesmo tempo que um grande incêndio, provocado pelo combustível, se iniciou. Apesar dos grandes danos, os artilheiros continuaram a atirar, e conseguiram derrubar outras duas aeronaves. Por volta de 07:03 da manhã, um ataque realizado contra a embarcação por uma aeronave bimotora foi tão feroz que, em menos de um minuto, fez com que o navio rolasse sobre suas extremidades e afundasse. Devido ao rápido naufrágio, a perda de vidas entre a tripulação do USS Drexler foi muito grande, totalizando 357 homens, dos quais 52 feridos e 158 mortos — dentre eles, o comandante do navio, Capitão Robert L. Wilson.
Conforme pesquisas realizadas no pós-guerra apontaram, com base em seu horário de decolagem e o horário em que as embarcações da estação de piquete de radar 15 foram atacadas, dois dos Kawasaki Ki-45 da unidade — apelidados "Nicks" pelos americanos — foram os responsáveis pelo naufrágio do USS Drexler, ainda que sua tripulação tenha identificado as aeronaves que os atacaram como sendo bombardeiros Yokosuka P1Y, apelidadas pelos americanos de “Frances”.

O primeiro-tenente Hajime Fujii, então com 29 anos de idade, e seus homens, todos com idades entre 18 e 21 anos, morreram naquela manhã, na Baía de Nakagusuku, na costa leste de Okinawa. Postumamente, Fujii foi promovido ao posto de major.